# Sambuca di Sicilia (vino)
Sambuca di Sicilia è una DOC istituita con decreto dell'11/07/02 pubblicato sulla gazzetta ufficiale 05/08/02 n° 182.
Comprende vini prodotti nel comune di Sambuca di Sicilia, in provincia di Agrigento.

## I vini della DOC
- Sambuca di Sicilia bianco
- Sambuca di Sicilia Ansonica o Inzolia o Insolia
- Sambuca di Sicilia Chardonnay
- Sambuca di Sicilia Grecanico
- Sambuca di Sicilia rosso
- Sambuca di Sicilia Nero d'Avola
- Sambuca di Sicilia Sangiovese
- Sambuca di Sicilia Cabernet Sauvignon
- Sambuca di Sicilia Merlot
- Sambuca di Sicilia Syrah
- Sambuca di Sicilia rosso riserva
- Sambuca di Sicilia rosato
- Sambuca di Sicilia passito

## Tecniche di produzione
I nuovi impianti ed i reimpianti dovranno essere allevati ad alberello o a controspalliera ed avere una densità di 3.200 ceppi/ettaro per i vitigni a bacca rossa e di 3.400 ceppi/ettaro per quelli a bacca gialla.
È vietata ogni pratica di forzatura, ma consentita l'irrigazione di soccorso.
Tutte le operazioni di vinificazione debbono essere effettuate nella zona DOC.